# Rolf Teigler
Rolf Teigler (* 1957 in Unna) ist ein deutscher Filmeditor, Tonmeister, Autor, Regisseur und Produzent.

## Leben
Rolf Teigler studierte an der Deutschen Film- und Fernsehakademie Berlin und arbeitete anschließend als Filmeditor, Tonmeister, Autor, Regisseur und Filmproduzent. Im Jahre 1999 wurde von ihm die Filmproduktionsfirma der garten Filmproduktion gegründet, in welcher Dokumentarfilme für das ZDF, den RBB und den Bayerischen Rundfunk entstanden. 2005 rief Teigler das soziokulturelle Projekt Institut21 ins Leben, das im Berliner Stadtteil Moabit seinen Sitz hat.
Seit Oktober 2012 war er zunächst Leiter des Studiengangs Fernsehen und Film an der Dekra Hochschule Berlin und ist seit deren Eingliederung Oktober 2020 in die SRH Berlin University of Applied Sciences Leiter des Studiengangs Film und Fernsehen.

## Filmografie (Auswahl)
- 1987/88 Worauf wir abfahren (Ton)
- 1988 Kippes (Kamera)
- 1989 Stille Betrüger (Licht)
- 1989 Ultima Thule (Licht)
- 1990 Go Trabi Go (Regie-Assistenz)
- 1990 Schwester Bärbel (Darsteller)
- 1990 Ken Adam, Productions Designer (Kamera)
- 1990/91 Hinter verschlossenen Türen (Darsteller)
- 1993 Proscanie – Abschied (Ton)
- 1994 Der letzte Kempinski (Kamera und Co Regie mit Walter Krieg)
- 1998 Wann ist der Mond eigentlich rund? (Buch, Regie)
- 2000 Outlaws (Buch, Regie) gedreht in der Jugendstrafanstalt Ichtershausen
- 2002 Frühstück ab 8 (Regie)
- 2003 Hamlet X (Ton)
- 2008 Penthesilea Moabit (Buch, Regie) nach Heinrich von Kleist
- 2009 Gebratene Tauben Spielfilm, HD, mit Maman Salissou Oumarou
- 2010 Nachtweyhs Nacht (Regie) Buch: Wolfgang Heyder
- 2012 Der Grosse Hamoudi (Buch, Regie)

## Auszeichnungen (Auswahl)
für den Dokumentarfilm „Outlaws“:
- 2001 Publikumspreis beim Mediawave Festival in Győr/Ungarn
- 2002 Franz-Hofer-Preis/Filmhaus Award vom Filmhaus Saarbrücken für seinen Dokumentarfilm Outlaws